# Marko Ljubičić
Marko Ljubičić (nacido el 23 de julio de 1987 en Novi Sad, Serbia) es un jugador de baloncesto serbio. Con 1.96 metros de estatura, juega en la posición de escolta que juega en las filas del Sixt Primorska de la 1. A slovenska košarkarska liga eslovena.

## Trayectoria
- Superfund Belgrado (2008-2009)
- Budućnost Podgorica (2009-2010)
- KK Metalac Valjevo (2010-2011)
- Ikaros Kallitheas BC (2011-2012)
- SK Cherkasy Monkeys (2012-2013)
- Meridiana Novi Sad (2014)
- Bàsquet Manresa (2014)
- KK Metalac Valjevo (2014-2015)
- MZT Skopje (2015-2016)
- KK FMP Beograd (2016-2017)
- BC Igokea (2017-2018)
- KK Cibona (2018-2019)
- Alba Fehervar (2019-2020)
- Sixt Primorska (2020-Actualidad)